# Home Nations Championship 1890
La Home Nations Championship de 1890 fou la vuitena edició del que avui dia es coneix com el torneig de les sis nacions. Sis partits es van disputar entre l'1 de febrer i el 15 de març de 1890. Els equips participants foren Irlanda, Escòcia, Anglaterra, i Gal·les. Escòcia i anglaterra compartien la corona, tot i que la Calcutta Cup viatjaria a Londres en aquesta edició.

## Classificació
| Posició | Nació      | Jocs   | Jocs     | Jocs     | Jocs    | Punts   | Punts     | Punts      | Punts |
| Posició | Nació      | Jugats | Guanyats | Empatats | Perduts | A Favor | En contra | Diferència | Punts |
| ------- | ---------- | ------ | -------- | -------- | ------- | ------- | --------- | ---------- | ----- |
| 1       | Anglaterra | 3      | 2        | 0        | 1       | 1       | 0         | +1         | 4     |
| 1       | Escòcia    | 3      | 2        | 0        | 1       | 2       | 1         | +1         | 4     |
| 3       | Gal·les    | 3      | 1        | 1        | 1       | 1       | 2         | −1         | 3     |
| 4       | Irlanda    | 3      | 0        | 1        | 2       | 1       | 2         | −1         | 1     |

## Resultats
| Gal·les | 0–1 | Escòcia | 1 de febrer de 1890 {{{time}}} - |
|         |     |         | 1 de febrer de 1890 {{{time}}} - |

| Anglaterra | (0T) 0–0 (1T) | Gal·les | 15 de febrer de 1890 {{{time}}} - |
|            |               |         | 15 de febrer de 1890 {{{time}}} - |

| Escòcia | 1–0 | Irlanda | 22 de febrer de 1890 {{{time}}} - |
|         |     |         | 22 de febrer de 1890 {{{time}}} - |

| Escòcia | 0–1 | Anglaterra | 1 de març de 1890 {{{time}}} - |
|         |     |            | 1 de març de 1890 {{{time}}} - |

| Irlanda | 1–1 | Gal·les | 1 de març de 1890 {{{time}}} - |
|         |     |         | 1 de març de 1890 {{{time}}} - |

| Anglaterra | (3T) 0–0 (0T) | Irlanda | 15 de març de 1890 {{{time}}} - |
|            |               |         | 15 de març de 1890 {{{time}}} - |

## Partits

### Gal·les v Escòcia
| Gal·les       | 1T – 1G 2T | Escòcia                                       | 1 de febrer de 1890 {{{time}}} - Cardiff Arms Park, Cardiff Àrbitre: A McAllister (Irlanda) |
| Assaig: Gould |            | Assaig: Anderson Boswell Maclagan Con: McEwan | 1 de febrer de 1890 {{{time}}} - Cardiff Arms Park, Cardiff Àrbitre: A McAllister (Irlanda) |

 Gal·les: Billy Bancroft (Swansea), Charlie Thomas (Newport), Arthur Gould (Newport), Dickie Garrett (Penarth), Percy Lloyd (Llanelli), Evan James (Swansea), William Stadden (Cardiff), Frank Hill (Cardiff) capt., Alexander Bland (Cardiff), William Williams (Cardiff), William Bowen (Swansea), John Meredith (Swansea), Walter Rice Evans (Swansea), Jim Hannan (Newport), Stephen Thomas (Llanelli)
Escòcia: Gregor MacGregor (Cambridge Uni), Bill Maclagan (Londres Scottish) capt., Henry Stevenson (Edimburg Acads), GR Wilson (Royal HSFP), CE Orr (West of Escòcia), Darsie Anderson (Londres Scottish), W Auld (West of Escòcia), JD Boswell (West of Escòcia), A Dalaglish (Gala), A Duke (Royal HSFP), Frederick Goodhue (Londres Scottish), MC McEwan (Edimburg Acads), I MacIntyre (Edimburg Wands), Robert MacMillan (West of Escòcia), JE Orr (West of Escòcia)

### Anglaterra v Gal·les
| Anglaterra | 0 – 1T | Gal·les         | 15 de febrer de 1890 {{{time}}} - Crown Flatt, Dewsbury Àrbitre: RD Raine (Escòcia) |
|            |        | Assaig: Stadden | 15 de febrer de 1890 {{{time}}} - Crown Flatt, Dewsbury Àrbitre: RD Raine (Escòcia) |

Anglaterra: William Grant Mitchell (Richmond), Piercy Morrison (Cambridge U.), Andrew Stoddart (Blackheath) capt., James Valentine (Swinton), JF Wright (Bradford), Francis Hugh Fox (Marlborough Nomads), Sammy Woods (Cambridge U.), JH Dewhurst (Richmond), Richard Budworth (Blackheath), Frank Evershed (Burton), JL Hickson (Bradford), A Robinson (Blackheath), John Rogers (Moseley), Froude Hancock (Blackheath), FW Lowrie (Batley)
Gal·les: Billy Bancroft (Swansea), Charlie Thomas (Newport), Arthur Gould (Newport) capt., Dickie Garrett (Penarth), Percy Lloyd (Llanelli), David Gwynn (Swansea), William Stadden (Cardiff), William Williams (Cardiff), David William Evans (Cardiff), William Bowen (Swansea), John Meredith (Swansea), Alexander Bland (Cardiff), Willie Thomas (Londres Welsh), Jim Hannan (Newport), Stephen Thomas (Llanelli)

### Escòcia v Irlanda
| Escòcia                   | 1T 1DG – 0 | Irlanda | 22 de febrer de 1890 {{{time}}} - Raeburn Place, Edimburg Àrbitre: HL Ashmore (Anglaterra) |
| Assaig: Orr Drop: Boswell |            |         | 22 de febrer de 1890 {{{time}}} - Raeburn Place, Edimburg Àrbitre: HL Ashmore (Anglaterra) |

Escòcia: Gregor MacGregor (Cambridge Uni), Bill Maclagan (Londres Scottish), Henry Stevenson (Edimburg Acads), GR Wilson (Royal HSFP), CE Orr (West of Escòcia), Darsie Anderson (Londres Scottish), JD Boswell (West of Escòcia), A Duke (Royal HSFP), Frederick Goodhue (Londres Scottish), HT Ker (Glasgow Acads), MC McEwan (Edimburg Acads) capt., I MacIntyre (Edimburg Wands), Robert MacMillan (West of Escòcia), DS Morton West of Escòcia, JE Orr (West of Escòcia)
Irlanda: HP Gifford (Wanderers), RW Dunlop (Dublín U.), RW Johnston (Dublín U.), T Edwards (Landsdowne), RG Warren (Landsdowne) capt., AC McDonnell (Dublín U.), WJN Davies (Besbrook), EF Doran (Landsdowne), EG Forrest (Wanderers), J Moffat (Belfast Albion), J Waites (Bective Rangers), R Stevenson (Dungannon), J Roche (Wanderers), HA Richey (Dublín U.), JH O'Conner (Bective Rangers)

### Irlanda v Gal·les
| Irlanda                   | 1G – 1G | Gal·les                      | 1 de març de 1890 {{{time}}} - Lansdowne, Dublín Àrbitre: F Burnand (Anglaterra) |
| Assaig: Dunlop Con: Roche |         | Assaig: Thomas Con: Bancroft | 1 de març de 1890 {{{time}}} - Lansdowne, Dublín Àrbitre: F Burnand (Anglaterra) |

Irlanda: Dolway Walkington (NIFC), RW Dunlop (Dublín U.), RW Johnston (Dublín U.), T Edwards (Landsdowne), RG Warren (Landsdowne) capt., AC McDonnell (Dublín U.), J Moffat (Belfast Academy), HT Galbraith (Belfast Academy), J Waites (Bective Rangers), JH O'Conner (Bective Rangers), R Stevenson (Dungannon), J Roche (Wanderers), WJN Davis (Bessbrook), EF Doran (Landsdowne), LC Nash (Queen's Co. Cork)
Gal·les: Billy Bancroft (Swansea), Charlie Thomas (Newport), Arthur Gould (Newport) capt., Dickie Garrett (Penarth), George Thomas (Newport), David Gwynn (Swansea), Hugh Ingledew (Cardiff), Frank Hill (Cardiff), David William Evans (Cardiff), William Bowen (Swansea), Alexander Bland (Cardiff), Willie Thomas (Londres Welsh), Jim Hannan (Newport), Tom Graham (Newport), Rowley Thomas (Londres Welsh)

### Escòcia v Anglaterra
| Escòcia | 0 – 1G 1T | Anglaterra                         | 1 de març de 1890 {{{time}}} - Raeburn Place, Edimburg Àrbitre: J Chambers (Irlanda) |
|         |           | Assaig: Evershed Dyson Con: Jowett | 1 de març de 1890 {{{time}}} - Raeburn Place, Edimburg Àrbitre: J Chambers (Irlanda) |

Escòcia: Gregor MacGregor (Cambridge Uni), Bill Maclagan (Londres Scottish) capt., Henry Stevenson (Edimburg Acads), GR Wilson (Royal HSFP), CE Orr (West of Escòcia), Darsie Anderson (Londres Scottish), JD Boswell (West of Escòcia), A Dalglish (Gala), Frederick Goodhue (Londres Scottish), HT Ker (Glasgow Acads), MC McEwan (Edimburg Acads), I MacIntyre (Edimburg Wands), Robert MacMillan (West of Escòcia), DS Morton West of Escòcia, JE Orr (West of Escòcia)
Anglaterra: William Grant Mitchell (Richmond), Piercy Morrison (Cambridge U.), Randolph Aston (Cambridge U.), JW Dyson (Huddersfield), Mason Scott (Northern), Francis Hugh Fox (Marlborough Nomads), Sammy Woods (Cambridge U.), D Jowett (Heckmondwike), Frank Evershed (Burton), JL Hickson (Bradford) capt., A Robinson (Blackheath), John Rogers (Moseley), H Bedford (Morley), E Holmes (Manningham) J Toothill (Bradford)

### Anglaterra v Irlanda
| Anglaterra                       | 3T – 0 | Irlanda | 15 de març de 1890 {{{time}}} - Rectory Field, Blackheath Àrbitre: AR Don-Wauchope (Escòcia) |
| Assaig: Rogers Morrison Stoddart |        |         | 15 de març de 1890 {{{time}}} - Rectory Field, Blackheath Àrbitre: AR Don-Wauchope (Escòcia) |

Anglaterra: William Grant Mitchell (Richmond), Piercy Morrison (Cambridge U.), Randolph Aston (Cambridge U.), Andrew Stoddart (Blackheath) capt., Mason Scott (Northern), FW Spence (Birkenhead Park), Frank Evershed (Burton), JL Hickson (Bradford), Sammy Woods (Cambridge U.), JT Toothill (Bradford), D Jowett (Heckmondwike), John Rogers (Moseley), H Bedford (Morley), E Holmes (Manningham), A Robinson (Blackheath)
Irlanda: Dolway Walkington (NIFC), RW Dunlop (Dublín U.), RW Johnston (Dublín U.), T Edwards (Landsdowne), Benjamin Tuke (Bective Rangers), RG Warren (Landsdowne) capt., JN Lytle (NIFC), EG Forrest (Wanderers), J Waites (Bective Rangers), JH O'Conner (Bective Rangers), R Stevenson (Dungannon), J Roche (Wanderers), WJN Davis (Bessbrook), Victor Le Fanu (Landsdowne), LC Nash (Queen's Co. Cork)

## Sistema de puntuació
Aquesta fou la darrera edició on els partits es decidien per goals o gols, un goal era concedit quan l'equip feia un assaig i la posterior anotació, tant per un drop com per un goal from mark. Si el partit acabava en empat, aleshores el guanyador era l'equip amb més assaigs sense conversió. Si no hi havia encara cap guanyador clar es declarava empat.